# Kruhový oblouk

Kruhový oblouk ohraničující kruhovou výseč (označen písmenem L)

Kruhový oblouk je speciální typ oblouku – část kružnice, příslušná určitému středovému úhlu θ. U kruhové úseče nebo výseče tvoří její zakřivenou „hranu“. Při úhlu mezi 0° a 180° jde o oblouk konvexní a mezi 180° a 360° nekonvexní.
Je definován třemi body. Dva jsou okrajové a jeden upřesňující. Pokud vynecháme (neznáme) upřesňující bod, ale známe rozměr příslušné kružnice (je zadán poloměr, délka apod.), získáme dvě dvojice možných řešení (konvexního a nekonvexního, jejichž součtem je dotyčná kružnice), na každé straně jednu. Okrajovými body a středem kružnice je pak dána jedna dvojice komplementárních oblouků. Pokud jsou dány okrajové body a středový úhel, existují dvě shodná řešení, na každé straně jedno. 
Kruhový oblouk příslušný přímému úhlu se nazývá polokružnice a u pravého úhlu jde o čtvrtkružnici, někdy také zvanou kvadrant (např. na zemském poledníku).

## Délka oblouku
Délka oblouku je závislá na středovém úhlu a poloměru příslušné kružnice, přičemž je vždy podílem její celkové délky (2πr).
Délka oblouku {\displaystyle L=\mathrm {arc} \,\theta \cdot r} (kde arc = úhel v radiánech).

- Délka oblouku příslušícího středovému úhlu 1°: {\displaystyle {\frac {\pi r}{180}}}
- Délka oblouku příslušícího středovému úhlu 1rad: {\displaystyle r}
- Délka oblouku příslušícího úhlu θ (ve stupních): {\displaystyle {\frac {2\theta \pi r}{360^{\circ }}}}
- Délka oblouku příslušícího úhlu θ (v radiánech): {\displaystyle \theta r}